# Sors (Azerbaigian)
Sors è un comune dell'Azerbaigian situato nel distretto di Lerik. Conta una popolazione di 735 abitanti.